# Рудец Малый
Руде́ц Ма́лый (бел. Рудзец Малы) — деревня в Кобринском районе Брестской области Белоруссии. Входит в состав Городецкого сельсовета.
По данным на 1 января 2016 года население составило 19 человек в 14 домохозяйствах.

## География
Деревня расположена на южном берегу Днепровско-Бугского канала, в 27 км к юго-востоку от города Кобрин, 7 км к югу от станции Городец и в 71 км к востоку от Бреста.
На 2012 год площадь населённого пункта составила 0,62 км² (62 га).

## История
Населённый пункт известен с 1563 года как Малая Рудца, урочище-остров села Углы. В разное время население составляло:
- 1999 год: 27 хозяйств, 48 человек;
- 2005 год: 22 хозяйства, 37 человек;
- 2009 год: 30 человек;
- 2016 год[2]: 14 хозяйств, 19 человек;
- 2019 год[1]: 9 человек.